# Assemblée nationale (Saint-Christophe-et-Niévès)
Pour les autres articles nationaux ou selon les autres juridictions, voir Assemblée nationale.
Xe législature
Siège du gouvernement
L'Assemblée nationale (en anglais : National Assembly) est l'organe législatif monocaméral de la fédération de Saint-Christophe-et-Niévès. Elle forme avec le roi — actuellement Charles III — le parlement du pays.
L'Assemblée nationale est composée de 15 membres, dont onze élus au suffrage universel direct, appelés « représentants », et trois autres, appelés « sénateurs », nommés par le gouverneur général. Son sièges se situe à Basseterre, la capitale de l'archipel.

## Système électoral
L'Assemblée nationale est composée de 14 à 15 membres selon les circonstances. Onze d'entre eux, appelés représentants, sont élus pour cinq ans au scrutin uninominal majoritaire à un tour dans autant de circonscriptions (8 à Saint-Christophe et 3 à Niévès). Les 3 autres, appelés sénateurs, sont nommés par le gouverneur général, représentant le monarque dans le pays, sur proposition du Premier ministre pour deux d'entre eux et du chef de l'opposition pour le troisième.
Le procureur général, s'il n'est pas choisi parmi l'un des élus, devient membre de droit, ce qui porte le plus souvent le total des membres de l'Assemblée nationale à 15.

### Membres nommés
La Constitution de 1983 assure l'existence d'au moins trois sénateurs, voire quatre si le procureur général n'est pas parmi les sénateurs nommés par le gouverneur général. Ce nombre peut être augmenté par le Parlement tant qu'il n'excède par les deux tiers du nombre des représentants. À l'exception du procureur général, les sénateurs sont nommés par le gouverneur général qui agit sur conseil du Premier ministre pour les deux premières nominations et sur conseil du chef de l'opposition pour la troisième.

## Rôle
Le Parlement est habilité par la Constitution de 1983 à légiférer pour la paix, l'ordre et le bon gouvernement de la fédération, à l'exception des domaines qui relèvent de la compétence exclusive de l'Assemblée de Niévès. Après l'adoption de la loi par l'Assemblée nationale, la sanction royale doit être donné par le gouverneur général de Saint-Christophe-et-Niévès.
Les amendements à la Constitution exigent une majorité qualifiée des deux tiers des membres de l'Assemblée.

## Présidence

### Fonction
L'Assemblée nationale dispose d'un président (Speaker) ainsi que d'un vice-président (Deputy Speaker) élus par les membres de l'assemblée au cours de la session constitutive faisant suite à une élection générale. Ils ne sont pas obligatoirement choisis parmi les membres de l'Assemblée nationale mais s'ils le sont, ils ne peuvent pas également faire partie du Cabinet ministériel ou être secrétaire parlementaire.
L'actuelle présidente de l'Assemblée nationale est Lanien Blanchette depuis le 25 octobre 2022, elle succède à Anthony Michael Perkins.

### Liste des présidents
| Titulaire                | Début            | Fin              | Réf.  |
| ------------------------ | ---------------- | ---------------- | ----- |
| Henry Howard             | 1960             | 1962             |       |
| Milton Allen             | 1962             | 1971             |       |
| William Florian Glasford | 1971             | août 1978        |       |
| Ada Mae Edwards          | 1978             | 1980             |       |
| Herman Liburd            | 1980             | 1983             |       |
| Ivan Buchanan            | 1983             | 1995             | [ 4 ] |
| Walford Gumbs            | 1996             | 16 décembre 2004 | [ 4 ] |
| Marcella Liburd          | 16 décembre 2004 | 19 avril 2008    | [ 5 ] |
| Curtis Martin            | 19 avril 2008    | 14 mai 2015      | [ 6 ] |
| Franklin Brand           | 14 mai 2015      | 30 juin 2016     | [ 7 ] |
| Anthony Michael Perkins  | 30 juin 2016     | 25 octobre 2022  | [ 8 ] |
| Lanien Blanchette        | 25 octobre 2022  | en fonction      |       |

### Constitution de Saint-Christophe-et-Niévès
- Saint-Christophe-et-Niévès. « Constitution de Saint-Christophe-et-Niévès » [lire en ligne]

1. ↑  Article 26 de la Constitution
2. ↑  Article 30 de la Constitution
3. ↑  Article 37 de la Constitution
4. ↑  Article 42 de la Constitution
5. ↑  Article 38 de la Constitution
6. ↑  Article 32 de la Constitution

### Autres références
1. ↑  (en) Assemblée nationale de Saint-Christophe-et-Niévès, « About Parliament », sur parliament.gov (consulté le 20 février 2022).
2. 1 2  Union interparlementaire, « Saint-Kitts-et-Nevis National Assembly (Assemblée nationale) - Texte intégral », sur archive.ipu.org (consulté le 20 février 2022).
3. ↑  (en) Service d'information de Saint-Christophe-et-Niévès, « St Kitts and Nevis' new session of Parliament opens with record number of female MPs », sur sknis.gov.kn, 26 octobre 2022 (consulté le 27 octobre 2022).
4. 1 2  (en) Terresa McCall, « Franklin Brand nominated for Speaker of National Assembly », sur sknvibes.com, SKNVibes, 2 avril 2015 (consulté le 9 avril 2025).
5. ↑  (en) VonDez Phipps, « One month left before life of Parliament expires », sur sknvibes.com, SKNVibes, 16 novembre 2009 (consulté le 9 avril 2025).
6. ↑  (en) Stanford Conway, « Curtis Martin elected Speaker of the House », sur sknvibes.com, SKNVibes, 19 avril 2008 (consulté le 9 avril 2025).
7. ↑  (en) Stanford Conway, « Perkins nominated Deputy Speaker; Brand reconfirmed as Speaker », sur sknvibes.com, SKNVibes, 13 mai 2015 (consulté le 9 avril 2025).
8. ↑  (en) « Hon. Anthony Michael Perkins Elected Speaker Of National Assembly », sur thestkittsnevisobserver.com, The St Kitts Nevis Observer, 30 juin 2016 (consulté le 9 avril 2025).